# الدولي (مسلسل)
الدولي مسلسل تلفزيوني مصري عرض عام 2018، من بطولة باسم سمرة ورانيا يوسف، ومن إخراج محمد النقلي.

## قصة المسلسل
تدور أحداث المسلسل في إحدى المناطق الشعبية الواقعة بحيّ القلعة في جمهورية مصر العربية، حول الدولي (باسم سمرة) الذي يعمل كسائق شاحنة كبرى تعمل في نقل البضائع والقيام بالكثير من الرحلات عبر الطريق الدولي بمصر ومن هنا قد أتخذ شهرته بهذا الاسم. ليناقش المسلسل خلال هذه النقطة حياة سائقي الشاحنات وما يخوضونه من تجارب ومغامرات في عملهم اليومي ومن بين ذلك الكمائن والدوريات الأمنية على الطرق والسفر عبر الحدود الدولية للبلاد، ودوماً ما يسافر الدولي بين البلدان وخاصةً ليبيا ودبي والدول العربية وهنا تكون المفاجئة عندما يكتشف أنه يوجد له العديد من الأشقاء من والده الذي كان يعمل كسائق أيضاً وسافر قبلاً إلى هذه البلاد. وعن طريق المصادفة يلتقي الدولي بنوسة (رانيا يوسف) إحدى الفتيات الشعبية التي تعيش بإحدى الحارات بمنطقة القلعة لتجمعهما العديد من الأحداث المشوقة التي تنتهي بوجود قصة حب بينهما، إلا أنها تنتقل بعد ذلك لمنطقة الزمالك لتبدأ الأحداث في التغيّر السريع.

## طاقم العمل
- باسم سمرة
- رانيا يوسف
- أحمد وفيق
- أحمد عبد المجيد
- أحمد فتحي
- محمد نجاتي
- سهر الصايغ
- محمد عز
- دنيا المصري
- محسن منصور
- فراس سعيد
- غنوة محمود
- راندا البحيري
- شريف باهر
- ريم البارودي
- محمد أبو داوود
- أحمد صيام
- حمدي الوزير
- علاء مرسي
- صبري عبد المنعم
- محمود حافظ
- عبير منير
- ليلى عز العرب
- تيسير عبد العزيز
- حسين مملوك
- عثمان محمد علي
- شفق
- رضا إدريس
- مصطفى درويش
- رنا رئيس
- جوزف أبو خليل
- ماهر ماهر
- عصام توفيق
- محمد فاروق شيبا
- أحمد النقلي
- ناجي الحوت
- أحمد حبشي
- طلعت الشريف
- محمد يحيى
- نادر نور الدين
- عصام مصطفى
- عمرو شميس
- عاصم نجاتي
- سعيد مختار
- تامر إبراهيم
- سامح بسيوني
- محمد الدقاق
- محمد علي
- كريم مجدي